# Флаг муниципального образования Аэропорт
Флаг внутригородского муниципального образования Аэропо́рт в Северном административном округе города Москвы Российской Федерации.
Флаг утверждён 3 февраля 2004 года и внесён в Геральдический реестр города Москвы с присвоением регистрационного номера № 14384.

## Описание
Флаг муниципального образования Аэропорт представляет собой двустороннее, прямоугольное полотнище с соотношением сторон 2:3.
В центре красного полотнища помещено изображение жёлтой императорской дорожной кареты и жёлтой стилизованной башенки Петровского путевого дворца над ней. Габаритные размеры изображения составляют 1/2 длины и 13/26 ширины полотнища».

## Обоснование символики
Жёлтая стилизованная башенка символизирует Петровский путевой дворец, находящийся на территории муниципального образования. Знаменитый памятник архитектуры был построен в 1777—1783 годах архитектором М. Ф. Казаковым для императрицы Екатерины II.
Жёлтая императорская дорожная карета Екатерины II символизирует исторически сложившийся парадный въезд в Москву с остановкой во дворце. Дворец служил местом отдыха царствующих особ, путешествовавших из Петербурга в Москву, здесь они готовились к торжественному въезду в город.